# شبه منحرف (فلم)
شبه منحرف، فيلم كوميدي مصري، إنتاج عام 2008، من بطولة رامز جلال وزينة
تاريخ عرض الفيلم يوافق عشية عيد الفطر في مصر لعام 1429 هـ.

## القصة
ناصر معجزة ورث عن والدته منزلا أحال نصفه لورشة لتجديد السيارات، ومنح خاله، الموسيقى المتقاعد النص لبه، رخا الصغير شقة بالمنزل، يقيم فيها مع زوجته تحية. كان ناصر بارعا في تجديد السيارات، وتغيير معالمها، ويساعده مونكي وميمو، وتقصده الجميلة الشابة لي لي، ليجدد لها السيارات التي تحضرها له، وقد أن بهر بجمالها وأخلاقها ودأبها على العمل في شراء السيارات القديمة وتجديدها وبيعها، فأحبها وسعى لإمتلاك قلبها. كانت تغريد أبو لحاف الشهيرة ب لي لي، تعمل لدى عصابة شناوي زين الدين، لسرقة السيارات، حيث تتولى لي لي سرقة السيارات، وتجددها في ورشة ناصر معجزة، ويبيعها شناوي بعد أن يزور له أوراقها مساعده إيكو، والغريب أن شناوي يأكل نصيب لي لي، التي سرقت أخيرًا سيارة ستروين قديمة موديل 1937 والتي لا تسوى هم سرقتها، وقبل أن يقرر شناوي التخلص من السيارة، يجيئ مشتري يعرض نصف مليون يورو ثمنًا لها، ودفع 50 ألف يورو عربون والباقي عند التسليم في اليونان، فقد كانت السيارة فيما مضى ملكًا للزعيم النازي هتلر، وشاهدت الكثير من الأحداث. بدأ ناصر معجزة خطته للتقرب من لي لي فإكتشف علاقتها العاطفية بالشاب شحات فإقترح عليه خاله رخا الصغير التخلص منه بتوريطه في علاقة مع العاهرة هايدي وإبلاغ لي لي، التي ضبطته عاريًا مع العاهرة، فقطعت علاقتها به، ونصحها ناصر بإقامة علاقة مع شخص قوي لحمايتها، وكان يقصد أنه هو الشخص المطلوب، ولكن لي لي إختارت العملاق خلقي من الجيم، فقام ناصر بالإيعاز لخلقي بأن لي لي خائنة مثل أمها، وظن ناصر أنه نجح في خطته بعد أن رأى تقرب لي لي إليه، وإظهار حبها له. في الواقع كانت لي لي قد سرقت السيارة من وراء شناوي بعد أن رفض تسليمها نصيبها، وتنوي تهريب السيارة إلى اليونان بمساعدة ناصر، وإقترح عليه خاله، تقطيع السيارة إلى إجزاء صغيرة توضع في الحقائب، وإعادة تجميعها في اليونان، وإستعان خاله بفرقتِه الموسيقية القديمة، نظير 5 آلاف يورو لكل منهم، فجاء اللقيط باعلو والمسجل عرفه خميس والزبال السابق حلمي المعقد وسافروا جميعًا إلى اليونان على متن باخرة، ضمت أيضًا مساعدو ناصر، وزوجة خاله تحيه، وتبعهم شناوي زين الدين وأفراد عصابته، وحينما ظن شناوي أنه خارج المياة الإقليمية المصرية، قام بخطف لي لي، لمساومة ناصر على إعادتها مقابل السيارة، وبلغ ناصر بحقيقة لي لي وإسمها الحقيقى، وإستغلالها له لتهريب السيارة، ولكن ناصر إستطاع التغلب على العصابة، وتحرير لي لي من الأسر، والتي إعترفت له بخطئها السابق، وأنها تابت عن السرقة، وقام ناصر بإبلاغ قبطان الباخرة بالمؤامرة، والذي ابلغ البوليس، الذي قبض على العصابة، فقد كانت الباخرة مازالت في المياه الإقليمية، رغم مرور يومان على الإبحار، وتزوج ناصر معجزة من تغريد أبو لحاف، وأخذ الفريق الموسيقى بومبه.

## طاقم التمثيل
- رامز جلال بدور ناصر معجزة
- زينة بدور لي لي
- حسن حسني بدور رخا الصغير خال ناصر
- إدوارد بدور فانكى
- نشوى مصطفى بدور تحية
- رجاء الجداوي
- محمد شرف بدور ميمو
- غسان مطر بدور شناوى
- عبد الله مشرف بدور بعلو خسارة
- سعيد طرابيك بدور قبطان السفينة
- سليمان عيد بدور إيكو
- مصطفى هريدي بدور شحات
- رضا حامد بدور حلمي المعقد
- أحمد التهامي بدور خلقى
- رضا إدريس بدور عفرة خميس

## روابط خارجية
- مقالات تستعمل روابط فنية بلا صلة مع ويكي بيانات